# Município de Clay (condado de Highland, Ohio)
Localização do Ohio nos E.U.A.
O município de Clay (em inglês: Clay Township) é um local localizado no condado de Highland no estado estadounidense de Ohio. No ano 2010 tinha uma população de 1431 habitantes e uma densidade populacional de 19,65 pessoas por km².

## Geografia
O município de Clay encontra-se localizado nas coordenadas 39° 04′ 13″ N, 83° 50′ 02″ O. Segundo a Departamento do Censo dos Estados Unidos, o município tem uma superfície total de 72.81 km², da qual 72,79 km² correspondem a terra firme e (0,03 %) 0,02 km² é água.

## Demografia
Segundo o censo de 2010, tinha 1431 pessoas residindo no município de Clay. A densidade de população era de 19,65 hab./km².